# Сан Кристофоро-Карони (Арецо)
Сан Кристофоро-Карони је насеље у Италији у округу Арецо, региону Тоскана.
Према процени из 2011. у насељу је живело 131 становника. Насеље се налази на надморској висини од 550 м.